# Bionaz
Bionaz (arpità Biona) és un municipi italià, situat a la regió de Vall d'Aosta. L'any 2007 tenia 241 habitants. Limita amb els municipis de Bagnes, Evolène, Nus, Ollomont, Oyace, Torgnon, Valtournenche i Zermatt.

## Administració

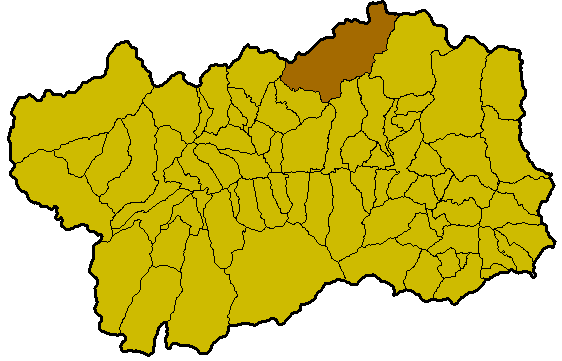
Situació de Bionaz a la Vall

| Període | Identitat       | Partit        |
| ------- | --------------- | ------------- |
| 2005-   | Armando Chentre | Llista cívica |